# 氏田雄介
氏田 雄介（うじた ゆうすけ、1989年（平成元年）12月4日 - ）は、日本の企画作家である。 株式会社考え中代表。

## 経歴
1989年（平成元年）12月4日生まれ。愛知県出身。名古屋市立菊里高等学校卒業。早稲田大学文化構想学部を卒業後、面白法人カヤックへ入社。Webを中心とした広告・コンテンツ作成を行う。
2018年（平成30年）、カヤックより独立し株式会社考え中を設立。企画作家として活動中。
2019年（平成31年）4月30日、自身のTwitter上で結婚したことを発表した。

## 活動
カヤック在籍時よりTwitterを中心とした「バズる」コンテンツを数多く発案し、代表作である『あたりまえポエム』と『54字の物語』はそれぞれ『あたりまえポエム 君の前で息を止めると呼吸ができなくなってしまうよ』（講談社）『意味がわかるとゾクゾクする超短編小説 54字の物語』（PHP研究所）のタイトルで書籍化された。
『ツッコミかるた』や『ブレストカード』などのゲーム企画およびイラストも手掛ける。
コンテンツスタジオ CHOCOLATE Inc. 所属。

## 著書

### 54字の物語
- 意味がわかるとゾクゾクする超短編小説 54字の物語（2018年2月 PHP研究所）
  - 【改題】54字の物語 1（2022年3月 PHP文芸文庫）
- 意味がわかるとゾクゾクする超短編小説 ゾク編 54字の物語 怪（2018年11月 PHP研究所）
  - 【改題】54字の物語 2 怪（2022年3月 PHP文芸文庫）
- みんなでつくる 意味がわかるとゾクゾクする超短編小説 54字の物語 参（2019年4月 PHP研究所）※編著
  - 【改題】54字の物語 3 参（2023年9月 PHP文芸文庫）
- 超短編小説で学ぶ日本の歴史 54字の物語 史（2019年7月 PHP研究所）※西村創との共著
- 超短編小説で読む いきもの図鑑 54字の物語 ZOO（2019年12月 PHP研究所）※編著
- 意味がわかるとゾクゾクする超短編小説 54字の百物語（2020年7月 PHP研究所）※編著
- 超短編小説で読む47都道府県 旅する54字の物語（2021年3月 PHP研究所）※編著
- みんなでつくる 意味がわかるとゾクゾクする超短編小説 54字の物語∞（2022年2月 PHP研究所）※編著
- 意味がわかるとスッキリする超短編クイズ 54字の物語Q（2022年8月 PHP研究所）※編著
- 意味がわかるとゾクゾクする超短編小説 54字の物語X（2023年3月 PHP研究所）
- 意味がわかるとゾクゾクする超短編小説 54字の物語11（2023年10月 PHP研究所）※編著
- 意味がわかるとゾクゾクする超短編小説 54字の物語12（2024年5月 PHP研究所）※編著
- 意味がわかるとゾクゾクする 4コマで読む54字の物語 エリア54へようこそ!（2025年2月 PHP研究所）※原作。漫画：武田侑大。
- 意味がわかるとゾクゾクする超短編小説 54字の物語13（2025年5月 PHP研究所）※編著

### 10文字ホラー
- 10文字ホラー 1（2021年9月 星海社FICTIONS）※編者
- 10文字ホラー 2（2021年10月 星海社FICTIONS）※編者
- 10文字ホラー 3（2021年11月 星海社FICTIONS）※編者

### その他
- あたりまえポエム 君の前で息を止めると呼吸ができなくなってしまうよ（2017年4月 講談社）
- カサうしろに振るやつ絶滅しろ! 絶滅してほしい!?迷惑生物図鑑（2020年8月 小学館）※原案
- 空白小説（2022年4月 ワニブックス）※小狐裕介・水谷健吾との共著
- イミコワ英語 意味がわかると怖い話で学べる英文法（2024年1月 Gakken）※水谷健吾との共著
- ギャグ習まんが 正しいことわざどっち辞典（2024年12月 小学館）※曽山一寿・古城宏との共著